# Marcus Rashford
Marcus Rashford (Manchester, 31 ottobre 1997) è un calciatore inglese, attaccante del Barcellona, in prestito dal Manchester Utd, e della nazionale inglese, con cui è diventato vicecampione d'Europa nel 2021.

## Biografia
Nato nell'area metropolitana di Manchester, precisamente a Wythenshawe, è di origini nevisiane. Ha un cugino, Lois Maynard, anch'egli calciatore, centrocampista della nazionale nevisiana di calcio. Nel 2020 è stato insignito dalla Regina Elisabetta del riconoscimento di Member of the Order of the British Empire (MBE) dopo il servizio reso alla Nazione durante il confinamento in tempo di pandemia di COVID-19.

## Caratteristiche tecniche
Considerato uno dei maggiori talenti della sua generazione, grazie alla sua abilità nel gioco aereo, ma anche a un fisico longilineo che gli attribuisce rapidità e velocità nei movimenti, Rashford può giocare in tutti i ruoli dell'attacco, anche se ricopre principalmente le posizioni di ala sinistra o centravanti. Sa inoltre svariare sull'intero reparto offensivo, dimostrando di avere un'importante intelligenza tattica e grande spirito di sacrificio.

## Carriera

### Club

#### Gli inizi, Manchester Utd
Dopo circa dieci anni passati nelle giovanili del Manchester Utd, l'allenatore dei Red Devils Louis van Gaal decide di aggregare Rashford in prima squadra nella stagione 2015-2016. Il suo esordio tra i professionisti arriva il 25 febbraio 2016, nella partita di Europa League contro il Midtjylland a Old Trafford, quando sostituisce nella formazione titolare Anthony Martial, infortunatosi nel riscaldamento a pochi minuti dall'inizio del match; al suo debutto tra i professionisti realizza subito una doppietta, che consente alla sua squadra di vincere la partita per 5-1 e di passare al turno successivo, diventando così il più giovane calciatore nella storia mancuniana a segnare in una partita europea a soli 18 anni e 117 giorni, battendo il precedente record di George Best (18 anni e 158 giorni).
Vista l'ottima prestazione in coppa, viene schierato tra i titolari anche nel match di Premier League contro l'Arsenal del 28 febbraio: al suo esordio nella competizione segna un'altra doppietta, risultando nuovamente decisivo per la vittoria finale dei Red Devils (3-2). Il 20 marzo decide il derby di Manchester, vinto proprio per 1-0 sul campo del City, diventando così il più giovane calciatore dello United a siglare una rete in questa stracittadina e strappando così il record al suo ex compagno di squadra e capitano Wayne Rooney.
Resta un importante elemento del team di Manchester anche sotto la guida del portoghese José Mourinho, divenendo uno degli elementi trainanti per la vittoria dell'Europa League 2016-2017. L'arrivo del belga Lukaku e la ridondanza di ali, tuttavia, portano Rashford ad essere spesso relegato in panchina, subentrando a gara in corso solamente nei minuti finali.
Trova maggiore fortuna e continuità con Ole Gunnar Solskjær, che subentra a Mourinho nella stagione 2018-2019. Il 3 febbraio 2019 Rashford timbra la 100ª gara in Premier League disputata con la maglia dei Red Devils, siglando peraltro il gol vittoria a danno del Leicester. Una sua rete al 95º minuto, su calcio di rigore, contro il PSG, consente ai Red Devils di qualificarsi per i quarti di finale di Champions League.
Nella stagione 2022-2023, nella quale Rashford sigla ben 30 reti, vince il Players’ Player of the Year awards dei Red Devils e il Sir Matt Busby Player of the Year. Il 19 febbraio 2023, grazie alla rete nella 24ª giornata di Premier League contro il Leicester vinto per 3-0 eguaglia Wayne Rooney e Cristiano Ronaldo nel numero di partite consecutive in gol all'Old Trafford. Il 18 luglio seguente trova un accordo per il rinnovo di contratto fino al 30 giugno 2028.

#### Prestiti ad Aston Villa e Barcellona
Il 2 febbraio 2025 viene ceduto in prestito fino al termine della stagione all'Aston Villa. dopo aver collezionato 17 presenze e 4 goal complessivamente con la squadra di Birmingham, fa ritorno a Manchester.
Il 23 luglio 2025, lascia nuovamente i Red Devils, trasferendosi in prestito fino al termine della stagione al Barcellona.

### Nazionale
Il 6 settembre 2016 disputa la sua prima e unica gara con l'Under-21 inglese, realizzando una tripletta nella vittoria per 6-1 contro i pari età della Norvegia.
Il 27 maggio 2016, all'età di 18 anni, fa il suo esordio con la nazionale maggiore dell'Inghilterra allenata da Roy Hodgson in una partita amichevole contro l'Australia, segnando ad appena 135 secondi dall'inizio del match. Il 31 maggio 2016 viene inserito dal CT nella lista dei 23 partenti per l'Europeo in Francia; vi debutta il 16 giugno, subentrando al 73' minuto contro il Galles, diventando così, con i suoi 18 anni e 229 giorni di età, il calciatore più giovane di sempre a scendere in campo in un Europeo con la nazionale inglese.
È stato convocato dal CT Gareth Southgate (che lo fece debuttare in Under-21) per i Mondiali 2018 di Russia, nel corso della quale competizione esordisce contro la Tunisia. L'Inghilterra si posizionerà poi quarta.
Viene convocato per la UEFA Nations League nella quale segna 2 gol nella fase a gironi e 1 nella semifinale persa contro l'Olanda. Con 3 gol risulta il miglior marcatore della sua squadra nella competizione.
Il 14 ottobre 2019 durante la partita valida per le qualificazioni al campionato europeo di calcio 2020, giocata allo Stadio nazionale Vasil Levski contro la Bulgaria, è stato vittima, assieme a Tyrone Mings e Raheem Sterling, di insulti ed ululati razzisti, provenienti da militanti di estrema destra della tifoseria di casa. Il 6 giugno 2021 gioca contro la Romania la sua prima partita da capitano con la nazionale inglese, segnando su rigore il gol dell'1-0 finale.
Convocato per il campionato d'Europa 2020, viene utilizzato come sostituto, subentrando in sei delle sette partite giocate dai Leoni, per un totale di meno di 90 minuti di gioco nel torneo. Nella finale contro l'Italia viene mandato in campo da Southgate sul finire dei tempi supplementari, terminatisi sul risultato di 1-1, e fallisce uno dei tiri di rigore della serie finale, vinta dagli italiani per 3-2.

## Statistiche

### Presenze e reti nei club
Statistiche aggiornate al 2 aprile 2025.
| Stagione           | Squadra            | Campionato         | Campionato | Campionato | Coppe nazionali | Coppe nazionali | Coppe nazionali | Coppe continentali | Coppe continentali | Coppe continentali | Altre coppe | Altre coppe | Altre coppe | Totale | Totale |
| Stagione           | Squadra            | Comp               | Pres       | Reti       | Comp            | Pres            | Reti            | Comp               | Pres               | Reti               | Comp        | Pres        | Reti        | Pres   | Reti   |
| ------------------ | ------------------ | ------------------ | ---------- | ---------- | --------------- | --------------- | --------------- | ------------------ | ------------------ | ------------------ | ----------- | ----------- | ----------- | ------ | ------ |
| 2015-2016          | Man. United        | PL                 | 11         | 5          | FACup+CdL       | 4+0             | 1+0             | UCL+UEL            | 0+3                | 0+2                | -           | -           | -           | 18     | 8      |
| 2016-2017          | Man. United        | PL                 | 32         | 5          | FACup+CdL       | 3+6             | 3+1             | UEL                | 11                 | 2                  | CS          | 1           | 0           | 53     | 11     |
| 2017-2018          | Man. United        | PL                 | 35         | 7          | FACup+CdL       | 5+3             | 1+2             | UCL                | 8                  | 3                  | SU          | 1           | 0           | 52     | 13     |
| 2018-2019          | Man. United        | PL                 | 33         | 10         | FACup+CdL       | 4+0             | 1+0             | UCL                | 10                 | 2                  | -           | -           | -           | 47     | 13     |
| 2019-2020          | Man. United        | PL                 | 31         | 17         | FACup+CdL       | 4+3             | 0+4             | UEL                | 6                  | 1                  | -           | -           | -           | 44     | 22     |
| 2020-2021          | Man. United        | PL                 | 37         | 11         | FACup+CdL       | 3+4             | 1+1             | UCL+UEL            | 6+7                | 6+2                | -           | -           | -           | 57     | 21     |
| 2021-2022          | Man. United        | PL                 | 25         | 4          | FACup+CdL       | 2+0             | 0+0             | UCL                | 5                  | 1                  | -           | -           | -           | 32     | 5      |
| 2022-2023          | Man. United        | PL                 | 35         | 17         | FACup+CdL       | 6+6             | 1+6             | UEL                | 9                  | 6                  | -           | -           | -           | 56     | 30     |
| 2023-2024          | Man. United        | PL                 | 33         | 7          | FACup+CdL       | 5+1             | 1+0             | UCL                | 4                  | 0                  | -           | -           | -           | 43     | 8      |
| 2024-gen. 2025     | Man. United        | PL                 | 15         | 4          | FACup+CdL       | 0+2             | 0+2             | UEL                | 6                  | 1                  | CS          | 1           | 0           | 24     | 7      |
| Totale Man. United | Totale Man. United | Totale Man. United | 287        | 87         |                 | 61              | 25              |                    | 75                 | 26                 |             | 3           | 0           | 426    | 138    |
| gen.-giu. 2025     | Aston Villa        | PL                 | 7          | 2          | FACup+CdL       | 3+0             | 2+0             | UCL                | 2                  | 0                  | -           | -           | -           | 12     | 4      |
| 2025-2026          | Barcellona         | PD                 | 0          | 0          | CR              | 0               | 0               | UCL                | 0                  | 0                  | SS          | -           | -           | 0      | 0      |
| Totale carriera    | Totale carriera    | Totale carriera    | 294        | 89         |                 | 64              | 27              |                    | 77                 | 26                 |             | 3           | 0           | 438    | 142    |

### Presenze e reti in nazionale
| Cronologia completa delle presenze e delle reti in nazionale ― Inghilterra | Cronologia completa delle presenze e delle reti in nazionale ― Inghilterra | Cronologia completa delle presenze e delle reti in nazionale ― Inghilterra | Cronologia completa delle presenze e delle reti in nazionale ― Inghilterra | Cronologia completa delle presenze e delle reti in nazionale ― Inghilterra | Cronologia completa delle presenze e delle reti in nazionale ― Inghilterra | Cronologia completa delle presenze e delle reti in nazionale ― Inghilterra | Cronologia completa delle presenze e delle reti in nazionale ― Inghilterra |
| Data                                                                       | Città                                                                      | In casa                                                                    | Risultato                                                                  | Ospiti                                                                     | Competizione                                                               | Reti                                                                       | Note                                                                       |
| -------------------------------------------------------------------------- | -------------------------------------------------------------------------- | -------------------------------------------------------------------------- | -------------------------------------------------------------------------- | -------------------------------------------------------------------------- | -------------------------------------------------------------------------- | -------------------------------------------------------------------------- | -------------------------------------------------------------------------- |
| 27-5-2016                                                                  | Sunderland                                                                 | Inghilterra                                                                | 2 – 1                                                                      | Australia                                                                  | Amichevole                                                                 | 1                                                                          | 63’                                                                        |
| 16-6-2016                                                                  | Lens                                                                       | Inghilterra                                                                | 2 – 1                                                                      | Galles                                                                     | Euro 2016 - 1º turno                                                       | -                                                                          | 73’                                                                        |
| 27-6-2016                                                                  | Nizza                                                                      | Inghilterra                                                                | 1 – 2                                                                      | Islanda                                                                    | Euro 2016 - Ottavi di finale                                               | -                                                                          | 87’                                                                        |
| 8-10-2016                                                                  | Londra                                                                     | Inghilterra                                                                | 2 – 0                                                                      | Malta                                                                      | Qual. Mondiali 2018                                                        | -                                                                          | 68’                                                                        |
| 11-10-2016                                                                 | Lubiana                                                                    | Slovenia                                                                   | 0 – 0                                                                      | Inghilterra                                                                | Qual. Mondiali 2018                                                        | -                                                                          | 82’                                                                        |
| 15-11-2016                                                                 | Londra                                                                     | Inghilterra                                                                | 2 – 2                                                                      | Spagna                                                                     | Amichevole                                                                 | -                                                                          | 67’                                                                        |
| 22-3-2017                                                                  | Dortmund                                                                   | Germania                                                                   | 1 – 0                                                                      | Inghilterra                                                                | Amichevole                                                                 | -                                                                          | 69’                                                                        |
| 26-3-2017                                                                  | Londra                                                                     | Inghilterra                                                                | 2 – 0                                                                      | Lituania                                                                   | Qual. Mondiali 2018                                                        | -                                                                          | 60’                                                                        |
| 10-6-2017                                                                  | Glasgow                                                                    | Scozia                                                                     | 2 – 2                                                                      | Inghilterra                                                                | Qual. Mondiali 2018                                                        | -                                                                          | 65’                                                                        |
| 1-9-2017                                                                   | Ta' Qali                                                                   | Malta                                                                      | 0 – 4                                                                      | Inghilterra                                                                | Qual. Mondiali 2018                                                        | -                                                                          | 46’                                                                        |
| 4-9-2017                                                                   | Londra                                                                     | Inghilterra                                                                | 2 – 1                                                                      | Slovacchia                                                                 | Qual. Mondiali 2018                                                        | 1                                                                          | 84’                                                                        |
| 5-10-2017                                                                  | Londra                                                                     | Inghilterra                                                                | 1 – 0                                                                      | Slovenia                                                                   | Qual. Mondiali 2018                                                        | -                                                                          |                                                                            |
| 8-10-2017                                                                  | Trnava                                                                     | Lituania                                                                   | 0 – 1                                                                      | Inghilterra                                                                | Qual. Mondiali 2018                                                        | -                                                                          | 72’                                                                        |
| 11-11-2017                                                                 | Londra                                                                     | Inghilterra                                                                | 0 – 0                                                                      | Germania                                                                   | Amichevole                                                                 | -                                                                          | 59’                                                                        |
| 14-11-2017                                                                 | Londra                                                                     | Inghilterra                                                                | 0 – 0                                                                      | Brasile                                                                    | Amichevole                                                                 | -                                                                          | 75’                                                                        |
| 23-3-2018                                                                  | Amsterdam                                                                  | Paesi Bassi                                                                | 0 – 1                                                                      | Inghilterra                                                                | Amichevole                                                                 | -                                                                          | 68’                                                                        |
| 27-3-2018                                                                  | Londra                                                                     | Inghilterra                                                                | 1 – 1                                                                      | Italia                                                                     | Amichevole                                                                 | -                                                                          | 70’                                                                        |
| 2-6-2018                                                                   | Londra                                                                     | Inghilterra                                                                | 2 – 1                                                                      | Nigeria                                                                    | Amichevole                                                                 | -                                                                          | 74’                                                                        |
| 7-6-2018                                                                   | Leeds                                                                      | Inghilterra                                                                | 2 – 0                                                                      | Costa Rica                                                                 | Amichevole                                                                 | 1                                                                          |                                                                            |
| 18-6-2018                                                                  | Volgograd                                                                  | Tunisia                                                                    | 1 – 2                                                                      | Inghilterra                                                                | Mondiali 2018 - 1º turno                                                   | -                                                                          | 68’                                                                        |
| 28-6-2018                                                                  | Kaliningrad                                                                | Inghilterra                                                                | 0 – 1                                                                      | Belgio                                                                     | Mondiali 2018 - 1º turno                                                   | -                                                                          |                                                                            |
| 3-7-2018                                                                   | Mosca                                                                      | Colombia                                                                   | 1 – 1 dts (3 - 4 dtr)                                                      | Inghilterra                                                                | Mondiali 2018 - Ottavi di finale                                           | -                                                                          | 113’                                                                       |
| 7-7-2018                                                                   | Samara                                                                     | Svezia                                                                     | 0 – 2                                                                      | Inghilterra                                                                | Mondiali 2018 - Quarti di finale                                           | -                                                                          | 90+1’                                                                      |
| 11-7-2018                                                                  | Mosca                                                                      | Croazia                                                                    | 2 – 1 dts                                                                  | Inghilterra                                                                | Mondiali 2018 - Semifinale                                                 | -                                                                          | 74’                                                                        |
| 14-7-2018                                                                  | San Pietroburgo                                                            | Belgio                                                                     | 2 – 0                                                                      | Inghilterra                                                                | Mondiali 2018 - Finale 3º posto                                            | -                                                                          | 45’                                                                        |
| 8-9-2018                                                                   | Londra                                                                     | Inghilterra                                                                | 1 – 2                                                                      | Spagna                                                                     | UEFA Nations League 2018-2019 - 1º turno                                   | 1                                                                          | 90+4’                                                                      |
| 11-9-2018                                                                  | Leicester                                                                  | Inghilterra                                                                | 1 – 0                                                                      | Svizzera                                                                   | Amichevole                                                                 | 1                                                                          |                                                                            |
| 12-10-2018                                                                 | Fiume                                                                      | Croazia                                                                    | 0 – 0                                                                      | Inghilterra                                                                | UEFA Nations League 2018-2019 - 1º turno                                   | -                                                                          |                                                                            |
| 15-10-2018                                                                 | Siviglia                                                                   | Spagna                                                                     | 2 – 3                                                                      | Inghilterra                                                                | UEFA Nations League 2018-2019 - 1º turno                                   | 1                                                                          |                                                                            |
| 15-11-2018                                                                 | Londra                                                                     | Inghilterra                                                                | 3 – 0                                                                      | Stati Uniti                                                                | Amichevole                                                                 | -                                                                          | 79’                                                                        |
| 18-11-2018                                                                 | Londra                                                                     | Inghilterra                                                                | 2 – 1                                                                      | Croazia                                                                    | UEFA Nations League 2018-2019 - 1º turno                                   | -                                                                          | 73’                                                                        |
| 6-6-2019                                                                   | Guimarães                                                                  | Paesi Bassi                                                                | 3 – 1 dts                                                                  | Inghilterra                                                                | UEFA Nations League 2018-2019 - Semifinale                                 | 1                                                                          | 46’                                                                        |
| 7-9-2019                                                                   | Londra                                                                     | Inghilterra                                                                | 4 – 0                                                                      | Bulgaria                                                                   | Qual. Euro 2020                                                            | -                                                                          |                                                                            |
| 10-9-2019                                                                  | Southampton                                                                | Inghilterra                                                                | 5 – 3                                                                      | Kosovo                                                                     | Qual. Euro 2020                                                            | -                                                                          | 85’                                                                        |
| 11-10-2019                                                                 | Praga                                                                      | Rep. Ceca                                                                  | 2 – 1                                                                      | Inghilterra                                                                | Qual. Euro 2020                                                            | -                                                                          | 73’                                                                        |
| 14-10-2019                                                                 | Sofia                                                                      | Bulgaria                                                                   | 0 – 6                                                                      | Inghilterra                                                                | Qual. Euro 2020                                                            | 1                                                                          | 76’                                                                        |
| 14-11-2019                                                                 | Londra                                                                     | Inghilterra                                                                | 7 – 0                                                                      | Montenegro                                                                 | Qual. Euro 2020                                                            | 1                                                                          | 33’                                                                        |
| 17-11-2019                                                                 | Pristina                                                                   | Kosovo                                                                     | 0 – 4                                                                      | Inghilterra                                                                | Qual. Euro 2020                                                            | 1                                                                          | 59’                                                                        |
| 11-10-2020                                                                 | Londra                                                                     | Inghilterra                                                                | 2 – 1                                                                      | Belgio                                                                     | UEFA Nations League 2020-2021 - 1º turno                                   | 1                                                                          |                                                                            |
| 14-10-2020                                                                 | Londra                                                                     | Inghilterra                                                                | 0 – 1                                                                      | Danimarca                                                                  | UEFA Nations League 2020-2021 - 1º turno                                   | -                                                                          | 72’                                                                        |
| 6-6-2021                                                                   | Middlesbrough                                                              | Inghilterra                                                                | 1 – 0                                                                      | Romania                                                                    | Amichevole                                                                 | 1                                                                          | cap. 75’                                                                   |
| 13-6-2021                                                                  | Londra                                                                     | Inghilterra                                                                | 1 – 0                                                                      | Croazia                                                                    | Euro 2020 - 1º turno                                                       | -                                                                          | 71’                                                                        |
| 18-6-2021                                                                  | Londra                                                                     | Inghilterra                                                                | 0 – 0                                                                      | Scozia                                                                     | Euro 2020 - 1º turno                                                       | -                                                                          | 74’                                                                        |
| 22-6-2021                                                                  | Londra                                                                     | Rep. Ceca                                                                  | 0 – 1                                                                      | Inghilterra                                                                | Euro 2020 - 1º turno                                                       | -                                                                          | 67’                                                                        |
| 3-7-2021                                                                   | Roma                                                                       | Ucraina                                                                    | 0 – 4                                                                      | Inghilterra                                                                | Euro 2020 - Quarti di finale                                               | -                                                                          | 65’                                                                        |
| 11-7-2021                                                                  | Londra                                                                     | Italia                                                                     | 1 – 1 dts (3 – 2 dtr)                                                      | Inghilterra                                                                | Euro 2020 - Finale                                                         | -                                                                          | 120’                                                                       |
| 21-11-2022                                                                 | Al Rayyan                                                                  | Inghilterra                                                                | 6 – 2                                                                      | Iran                                                                       | Mondiali 2022 - 1º turno                                                   | 1                                                                          | 70’                                                                        |
| 25-11-2022                                                                 | Al Khawr                                                                   | Inghilterra                                                                | 0 – 0                                                                      | Stati Uniti                                                                | Mondiali 2022 - 1º turno                                                   | -                                                                          | 78’                                                                        |
| 29-11-2022                                                                 | Al Rayyan                                                                  | Galles                                                                     | 0 – 3                                                                      | Inghilterra                                                                | Mondiali 2022 - 1º turno                                                   | 2                                                                          | 76’                                                                        |
| 4-12-2022                                                                  | Al Khor                                                                    | Inghilterra                                                                | 3 – 0                                                                      | Senegal                                                                    | Mondiali 2022 - Ottavi di finale                                           | -                                                                          | 65’                                                                        |
| 10-12-2022                                                                 | Al Khor                                                                    | Inghilterra                                                                | 1 – 2                                                                      | Francia                                                                    | Mondiali 2022 - Quarti di finale                                           | -                                                                          | 85’                                                                        |
| 16-6-2023                                                                  | Ta' Qali                                                                   | Malta                                                                      | 0 – 4                                                                      | Inghilterra                                                                | Qual. Euro 2024                                                            | -                                                                          | 59’                                                                        |
| 19-6-2023                                                                  | Manchester                                                                 | Inghilterra                                                                | 7 – 0                                                                      | Macedonia del Nord                                                         | Qual. Euro 2024                                                            | 1                                                                          | 58’                                                                        |
| 9-9-2023                                                                   | Breslavia                                                                  | Ucraina                                                                    | 1 – 1                                                                      | Inghilterra                                                                | Qual. Euro 2024                                                            | -                                                                          | 65’                                                                        |
| 12-9-2023                                                                  | Glasgow                                                                    | Scozia                                                                     | 1 – 3                                                                      | Inghilterra                                                                | Amichevole                                                                 | -                                                                          | 71’                                                                        |
| 13-10-2023                                                                 | Londra                                                                     | Inghilterra                                                                | 1 – 0                                                                      | Australia                                                                  | Amichevole                                                                 | -                                                                          | 61’                                                                        |
| 17-10-2023                                                                 | Londra                                                                     | Inghilterra                                                                | 3 – 1                                                                      | Italia                                                                     | Qual. Euro 2024                                                            | 1                                                                          |                                                                            |
| 17-11-2023                                                                 | Londra                                                                     | Inghilterra                                                                | 2 – 0                                                                      | Malta                                                                      | Qual. Euro 2024                                                            | -                                                                          | 61’                                                                        |
| 20-11-2023                                                                 | Skopje                                                                     | Macedonia del Nord                                                         | 1 – 1                                                                      | Inghilterra                                                                | Qual. Euro 2024                                                            | -                                                                          | 84’                                                                        |
| 23-3-2024                                                                  | Londra                                                                     | Inghilterra                                                                | 0 – 1                                                                      | Brasile                                                                    | Amichevole                                                                 | -                                                                          | 75’                                                                        |
| 21-3-2025                                                                  | Londra                                                                     | Inghilterra                                                                | 2 – 0                                                                      | Albania                                                                    | Qual. Mondiali 2026                                                        | -                                                                          | 74’                                                                        |
| 24-3-2025                                                                  | Londra                                                                     | Inghilterra                                                                | 3 – 0                                                                      | Lettonia                                                                   | Qual. Mondiali 2026                                                        | -                                                                          | 79’                                                                        |
| Totale                                                                     |                                                                            | Presenze                                                                   | 62                                                                         |                                                                            | Reti                                                                       | 17                                                                         |                                                                            |

## Palmarès

### Club

#### Competizioni nazionali
- Coppa d'Inghilterra: 2

Manchester United: 2015-2016, 2023-2024
- Community Shield: 1

Manchester United: 2016
- Coppa di Lega inglese: 2

Manchester United: 2016-2017, 2022-2023

#### Competizioni internazionali
- UEFA Europa League: 1

Manchester United: 2016-2017

### Individuale
- Capocannoniere della UEFA Europa League: 1

Manchester United: 2022-2023 (6 reti)
- Capocannoniere della Coppa di Lega inglese: 1

Manchester United: 2022-2023 (6 reti)
- Squadra della stagione della UEFA Europa League: 1

2022-2023